# Same Limani-Zjarnoski
Same Limani-Zjarnoski (Macedonisch: Саме Лимани - Жарноски) (Žirovnica, 1935 - aldaar, 28 januari 2007) was een Macedonisch dichter.

## Prijz
- Praznik na lipite

- International Standard Name Identifier: 0000 0000 9722 3649
- Library of Congress Control Number: n87145428
- Virtual International Authority File: 61970140
- WorldCat: E39PBJw8WyXTRxrcJH3q3dtFrq